# Phạm Đăng Thuật
Phạm Đăng Thuật (? - 1861), ông là dòng dõi của họ Phạm Đăng ở gò Sơn Quy, Mỹ Tho, Tiền Giang. Ông là con trai thứ của Đức Quốc Công Phạm Đăng Hưng và em trai của Thái hậu Từ Dụ. Ông làm quan đến chức Lang trung Bộ Lễ, được vua gả công chúa cho và bạn tước Phò mã đô uý.

## Thân thế
Phạm Đăng Thuật có xuất thân cao quý, con trai thứ của quan đại thần Lại bộ Thượng thư, Đức Quốc Công Phạm Đăng Hưng, mẹ là bà Trần Thị Hữu (vợ lẻ). Chị cùng cha khác mẹ của ông là Thái hậu Từ Dụ, vợ của vua Thiệu Trị, mẹ của vua Tự Đức.

## Phò mã của triều Nguyễn
Năm niên hiệu Tự Đức thứ 3, năm 1850 vua đã kén ông làm phò mã, lấy công chúa Nguyễn Phúc Vĩnh Trinh, con gái thứ 18 của vua Minh Mạng.
Cuộc sống vợ chồng của ông với công chúa Nguyệt Đình rất hạnh phúc, xướng họa tương đắc, không hề lấy địa vị con vua mà phung phí, kiêu ngạo. Sau khi chồng mất, công chúa đã thủ tiết thờ chồng và sau khi bà mất cũng được táng chung một chỗ với chồng. Ông bà chỉ sinh được một người con gái là Uyển La nhưng mất sớm.

## Hy sinh
Năm 1861, giặc Pháp xâm chiếm 3 tỉnh miền Đông Nam kỳ là Biên Hòa, Gia Định và Định Tường, ông vâng mệnh vua Tự Đức vào Nam xem xét tình hình, nhiệm vụ hết sức nặng nề và nguy hiểm. Thật không may, ông hy sinh vì việc nước. Vua Tự Đức (gọi ông bằng cậu) vô cùng thương tiếc, truy tặng ông hàm Quang Lộc tự khanh.

## Lăng mộ
Hiện nay, từ đường thờ công chúa Quy Đức và phò mã Phạm Đăng Thuật ở đường Lê Ngô Cát, xã Thủy Xuân, thành phố Huế, do ông Phạm Ngọc Công - một hậu duệ của dòng họ Phạm trông coi thờ tự. Trên bàn thờ trong ngôi từ đường cũng là cung phủ ngày xưa của công chúa Quy Đức có một bức song ảnh (ảnh hai người) rất độc đáo.